# Hymiskviða

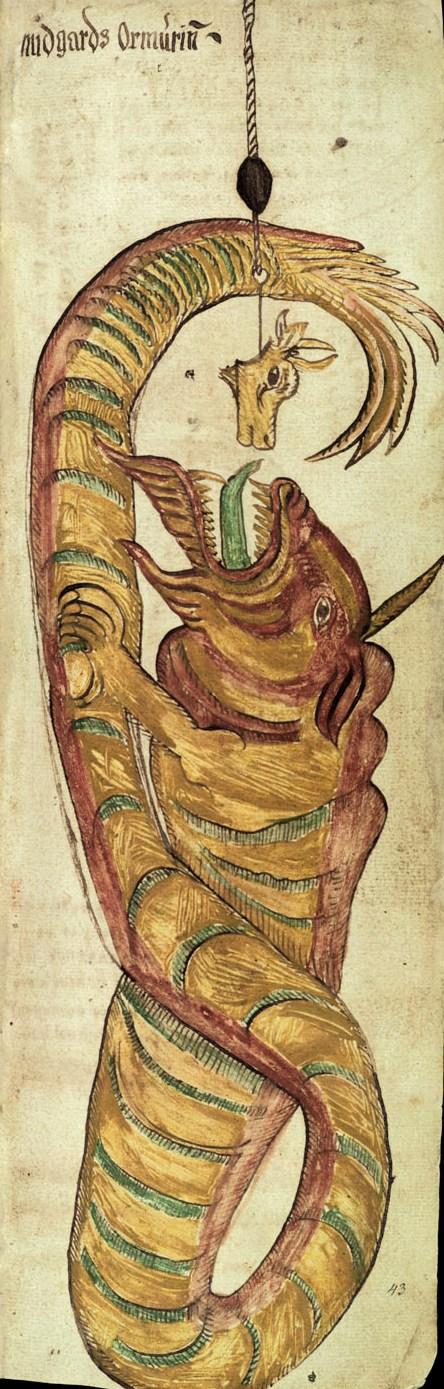
Jörmungandr wordt door Thor opgevist

Hymiskviða of Hymiskvädet is in de Poëtische Edda de ballade van Hommer (Hymir). De held is weliswaar Thor die hier reuzenavonturen beleeft. Het zijn oorspronkelijk twee zelfstandige verhalen, die door de dichterskald werden verbonden. Daarbij zijn ook enkele wijzigingen aangebracht.
De eigenlijke afloop van het verhaal met de wereldslang is dat Thor die met zijn hamer Mjölnir verplettert en overboord werpt, nadat de reus het angelsnoer heeft doorgesneden om zijn boot te redden die onder het gewicht van het monster dreigde in de oceaan ten onder te gaan.

## Achtergrondmythe
Het aanvangsverhaal is dat van het zoeken van een geschikte ketel die groot en sterk genoeg is om er de onsterfelijkheidsdrank in te bereiden voor al de goden. Dergelijk thema stamt uit de Indo-Germaanse tijd, en deze mythe is het uitvoerigst bewaard in de Indische en Germaanse (Noordse) traditie. Bij de andere stamverwante volkeren zijn herinneringen eraan bewaard.
In de Indische mythe overleggen de goden hoe zij aan een kuip kunnen komen waarin ze de amrita gaan brouwen, en zij besluiten het aan de Heer der Wateren, de Oceaan, te vragen. Op analoge wijze verhaalt de Noordse Hymiskviða deze oude mythe, zonder echter aan de brouwketel een uitdrukkelijk kosmisch formaat toe te kennen. Maar om dit te suggereren worden een aantal krachtproeven van de ordenende god Thor te berde gebracht.

## Datering en stijl
Auteur dr. Jan de Vries (taalkundige) is van mening dat, vanwege de discrepantie tussen de originele mythische inhoud en de werkelijke vorm van het gedicht, dit in de 12e eeuw is te situeren, toen er van geloof geen sprake meer was en het Edda materiaal vooral als vermaaksstof werd benut. Het Hymiskviða onderscheidt zich ook van de normale Edda-liederen door het overvloedig gebruik van skaldische omschrijvingen die niet eens van grote vindingrijkheid getuigen. De manier waarop de verhouding tussen goden en reuzen wordt getekend verraadt ook de tijd waarin beiden tot sprookjesfiguren waren verworden.
Poëtisch is het lied echter zeer geslaagd. De kunstenaar verstaat het om met sobere woorden een reeks kosmische situaties te kenschetsen.

## Het verhaal
De Æsir gaan op bezoek bij Ægir en vinden, aangezien hij blijkbaar over veel ketels beschikt, dat hij vanaf nu hun gastheer moet zijn. Ægir wil wel toestemmen, maar op voorwaarde dat zij een ketel meebrengen die voor hem groot genoeg is om de mede voor hen allen tegelijk te bereiden. Týr herinnert zich het bestaan van een ongewoon grote ketel die in het bezit is van oervader Hymir (alhoewel Týr anders een zoon van Óðinn is). Dus gaan Þórr (Thor) en Tyr op zoek tot ze Hymirs verblijfplaats vinden, waar Thor zoveel eet dat er voor Hymir en zijn gasten niet anders op zit dan te gaan vissen achter nieuw voedsel.
Dan vertelt het gedicht hoe Þórr bijna de midgaardslang Jörmungandr te pakken heeft, iets wat ook in de Proza Edda wordt verteld. Þórr laat zijn buitengewone kracht zien, maar Hymir daagt hem uit door te zeggen dat hij amper sterk genoemd kan worden tenzij hij Hymirs drinkkelk stuk krijgt. Het was een magische kelk. Maar Þórr krijgt van een knappe dienster van de reus in het oor gefluisterd dat niets harder is dan de kelk tenzij het hoofd van de reus, en dat hij ze daar moet tegen smijten. Hymir zit ermee verveeld, dat Thor zo sterk blijkt en zegt dat ze met de ketel mogen vertrekken. Dan volgt nog een obligaat partijtje platslaan van horden reuzen, waarop de Æsir er met de ketel vandoor gaan en er vanaf dan tevreden gebruik van maken in Ægirs verblijfplaats (tenminste tot de Lokasenna).